# Oleandra
Oleandra là một chi dương xỉ thuộc họ Oleandraceae. Chi này có các loài sau (tuy nhiên danh sách này có thể chưa đủ):
- Oleandra hainanensis, Ching